# Elecciones generales del Reino Unido de 1922
Las elecciones generales del Reino Unido de 1922 se realizaron el 22 de noviembre de 1922. Los conservadores, liderados por Andrew Bonar Law, lograron conseguir una mayoría parlamentaria frente a los laboristas, encabezados por John Robert Clynes, y a un dividido Partido Liberal.

## Resultados
| Partido                      | Votos     | %    | Candidatos | Escaños |
| ---------------------------- | --------- | ---- | ---------- | ------- |
| Partido Conservador          | 5.294.465 | 38.5 | 482        | 344     |
| Partido Laborista            | 4.076.665 | 29.7 | 414        | 142     |
| Partido Liberal              | 2.601.486 | 18.9 | 334        | 62      |
| Nacional Liberal             | 1.355.366 | 9.9  | 151        | 53      |
| Conservadores independientes | 116.861   | 0.9  | 20         | 3       |
| Independentes                | 114.697   | 0.8  | 15         | 3       |
| Nacionalistas irlandeses     | 57.641    | 0.4  | 4          | 3       |
| Partido Comunista            | 30.684    | 0.2  | 5          | 1       |
| Laboristas independientes    | 18.419    | 0.1  | 4          | 1       |
| Constitucionalistas          | 16.662    | 0.1  | 1          | 1       |
| Scottish Prohibition Party   | 16.289    | 0.1  | 1          | 1       |
| Liberales independientes     | 13.197    | 0.1  | 3          | 1       |
|                              |           |      |            | 615     |